# Loon Lake, Washington
Loon Lake är en ort i Stevens County i delstaten Washington, USA.